# Union communiste (1933)

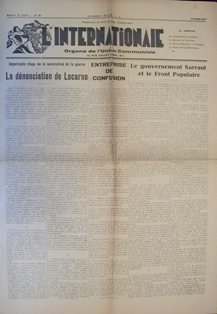
L’Internationale Nr. 20

Die Union communiste (Kommunistische Union, UC) war eine kommunistische politische Gruppe in Frankreich, die aus einem Zusammenschluss von Gruppen links von der Kommunistischen Partei Frankreichs (PCF) und einer Abspaltung der Ligue communiste hervorgegangen ist. Die UC existierte von 1933 bis zum Beginn des Zweiten Weltkriegs.

## Geschichte
1933 wurde auf Initiative einer lokalen Gruppe in den westlichen Vororten von Paris, die von Henry Chazé (Gaston Davoust) gebildet wurde, eine Konferenz zur Vereinheitlichung von einem Dutzend kommunistischer Oppositionsgruppen und Einzelpersonen organisiert. Einige Monate später entstand die Union communiste aus einer Spaltung der trotzkistischen Ligue communiste. Diese hatte an der Konferenz teilgenommen, blieb aber unabhängig. Die UC veröffentlichte im November 1933 die Nr. 1 ihrer Zeitung L’Internationale. In der zweiten Ausgabe beanspruchte die UC vier Gruppen in der Pariser Region. Die UC, die sich bis zum Krieg hielt (die letzte Ausgabe der Internationale Nr. 43 datiert vom Juli 1939), wurde noch vor der Italienischen Linken zur zahlenmäßig stärksten kommunistischen Oppositionsgruppe gegen den Stalinismus.
Nach dieser Fusion entwickelte sich die UC allmählich in Richtung Rätekommunismus und nahm die kleine Gruppe um Marcel Bayard auf, die einzige Gruppe, die sich damals auf diese Strömung berief. Die UC nahm auch einen Großteil der Pariser Bordigisten (meist Italiener) auf. Die Haltung der UC zum Einsatz von Milizen im Spanischen Bürgerkrieg blieb ambivalent. Der Volksfront stand die UC positiv gegenüber.
Im Jahr 1939, vor ihrem Verschwinden, schloss sich die UC der Position von Anton Pannekoek und der Kommunistische Arbeiterpartei Deutschlands an.
Der Krieg mit der Mobilisierung, Verhaftung oder Flucht ausländischer Aktivisten führte dazu, dass die Gruppe im September 1939 de facto verschwand, auch wenn während des Krieges Verbindungen durch Frauen der UC aufrechterhalten wurden. Henry Chazé wurde verhaftet und anschließend deportiert. Er überlebte das KZ Sachsenhausen und nahm seine Tätigkeit auf der Grundlage rätekommunistischer Positionen wieder auf. Die UC wurde jedoch nicht wieder gegründet.

## Hinweis
Diese Organisation ist nicht zu verwechseln mit der gleichnamigen trotzkistischen Organisation, die später von David Korner, genannt Barta, gegründet wurde.